# 야율씨
야율씨(거란어: , 중국어 정체자: 耶律氏, 병음: Yēlǜ)는 거란, 요나라의 성씨 중 하나다. 907년 야율 아보기가 요나라를 창건한 뒤 야율씨는 요나라의 지배 계층을 형성하였으며, 요나라 멸망 이후 다시 서요를 건국하였다. 한화 정책이 시행된 뒤 일부 후손들은 야율씨를 유씨(劉氏)로 바꾸었다.
현대에는 윈난성에도 야율씨의 후손들이라고 알려진 집단들이 있으며, 야율씨 사당을 만들어 제사를 지내고 있다.

## 같이 보기
- 거란
- 요나라
- 북요
- 서요
- 동요국
- 후요

1. ↑  “거란족 미스터리 풀린다 [출처:중앙일보]”. 2004년 8월 5일에 확인함.
2. ↑  Li Jinhui (2001년 2월 8일). “DNA Match Solves Ancient Mystery”. 《China.org.cn》.